# Kamel El Basha
Pour les articles homonymes, voir Basha (homonymie).
Kamel El Basha est un acteur palestinien, Coupe Volpi de la meilleure interprétation masculine pour sa prestation dans L'Insulte à la Mostra de Venise 2017.

## Filmographie

### Au cinéma
- 2009 : Lesh Sabreen?
- 2015 : Amours, larcins et autres complications (Al-hob wa al-sariqa wa mashakel ukhra) : Abu Mustafa
- 2015 : Solomon's Stone : Police investigator
- 2017 : L'Insulte
- 2025 : Palestine 36 d'Annemarie Jacir

## Récompenses et distinctions
- 2017 : Mostra de Venise : Coupe Volpi de la meilleure interprétation masculine pour son rôle dans L'Insulte[1]
- 2024 : Festival Séries Mania : Meilleur acteur de la compétition internationale pour House of Gods